# RMO (Radsportteam)
R.M.O. war ein französisches Radsportteam, das von 1986 bis 1992 bestand.
Hauptsponsor war ein Unternehmen für Zeitarbeit. Die Mannschaft gilt als Nachfolger des Teams La Redoute–Motobécane.
Die wichtigsten Erfolge waren neben sieben Etappensiege bei Tour de France und Giro d’Italia, die Gesamtwertungen bei der Tour de Romandie 1990 und des Critérium du Dauphiné Libéré 1992, sowie die Siege bei Paris–Roubaix 1991 und zweimal GP Ouest-France (1989+1992).

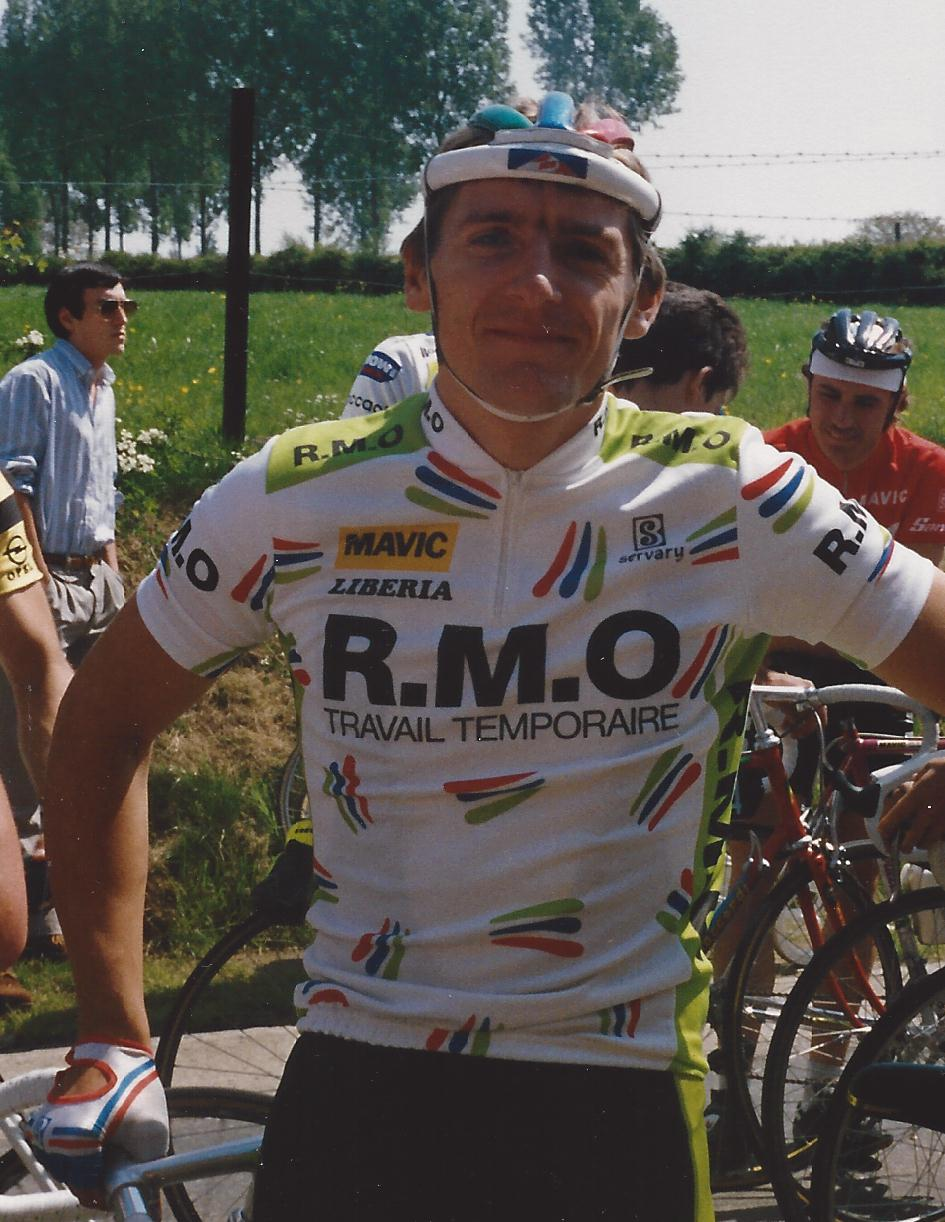
Michel Vermote 1970

## Geschichte
Die Gründung des Teams erfolgte 1986. Vermutlich hat der Inhaber des Hauptsponsors, die Teamstruktur von Le Redoute übernommen. Neben Bernard Thévenet als Manager sind auch einige Fahrer mit zum neuen Team gegangen.
Weitere Teamleiter waren Bernard Vallet (1988–1991) und Bruno Roussel (1992).
Die beiden Deutschen, Hartmut Bölts und Marcel Wüst, starteten ihre Profikarriere 1988 bzw. 1989 in diesem Team.
Bei der Tour de France 1992 konnte Pascal Lino das Gelbe Trikot 10 Tage lang tragen. Er verlor es an Miguel Indurain, welcher die Tour gewann. Lino beendete die Tour auf dem 5. Gesamtrang.
1992 musste der Hauptsponsor Insolvenz anmelden und das Team wurde zum Ende der Saison aufgelöst.

## Erfolge
1986
- zwei Etappen Critérium du Dauphiné Libéré
- eine Etappe Tour de l’Avenir
- eine Etappe 4 Jours de Dunkerque
- eine Etappe Luxemburg-Rundfahrt
- eine Etappe Tour de Picardie
- Sint-Elooisprijs

1987
- Gesamtwertung und eine Etappe Grand Prix Midi Libre
- Bordeaux–Paris
- Tour de Vendée
- eine Etappe Critérium du Dauphiné Libéré
- eine Etappe Luxemburg-Rundfahrt
- eine Etappe Kellogg’s Tour

1988
- Bordeaux–Paris
- Gesamtwertung und eine Etappe Paris–Bourges
- eine Etappe Paris–Nizza
- eine Etappe Étoile de Bessèges
- zwei Etappen Circuit Cycliste Sarthe
- eine Etappe Route d’Occitanie
- Ronde des Pyrénées Méditerranéennes

1989
- Französischer Meisterschaft – Straßenrennen
- Gesamtwertung und eine Etappe Critérium du Dauphiné Libéré
- Gesamtwertung und eine Etappe 4 Jours de Dunkerque
- Gesamtwertung und eine Tour du Limousin
- Gesamtwertung und eine Etappe Tour de l’Avenir
- Gesamtwertung und eine Etappe Circuit Cycliste Sarthe
- zwei Etappen und Bergwertung Katalonien-Rundfahrt
- Bretagne Classic – Ouest-France
- Giro del Lazio
- Bordeaux-Caudéran
- Ronde des Pyrénées Méditerranéennes
- GP Lausanne
- eine Etappe Tirreno-Adriatico
- eine Etappe Criterium International
- zwei Etappen Euskal Bizikleta
- eine Etappe Grand Prix Midi Libre
- eine Etappe Tour de Picardie
- eine Etappe Étoile de Bessèges
- eine Etappe Tour d’Armorique

1990
- Meisterschaft von Zürich
- Bergwertung und zwei Etappen Tour de France
- eine Etappe Giro d’Italia
- Gesamtwertung und zwei Etappen Tour de Romandie
- Gesamtwertung und zwei Etappen Euskal Bizikleta
- La Poly Normande
- eine Etappe Critérium du Dauphiné Libéré
- eine Etappe Paris-Nizza
- eine Etappe Tour d’Armorique
- eine Etappe Grand Prix Midi Libre
- eine Etappe Paris–Bourges
- eine Etappe Burgos-Rundfahrt
- eine Etappe Tour de l’Avenir
- eine Etappe Katalonien-Rundfahrt

1991
- Paris-Roubaix
- drei Etappen Tour de France
- Gesamtwertung und eine Etappe 4 Jours de Dunkerque
- Gesamtwertung und eine Etappe Grand Prix Midi Libre
- Classique des Alpes
- vier Etappen Route du Sud
- zwei Etappen Route d’Occitanie
- drei Etappen Herald Sun Tour
- zwei Etappen Madza Tour
- Tour du Haut-Var
- eine Etappe Criterium International
- eine Etappe Circuit Cycliste Sarthe
- eine Etappe Mittelmeer-Rundfahrt
- eine Etappe Paris–Bourges
- eine Etappe Tour Poitou-Charentes en Nouvelle-Aquitaine
- eine Etappe Tour d’Armorique

1992
- Gesamtwertung und eine Etappe Critérium du Dauphiné Libéré
- eine Etappe Tour de France
- Coppa Bernocchi
- La Côte Picarde
- Omloop van de Westhoek
- Luxemburg-Rundfahrt
- Bretagne Classic – Ouest-France
- vier Etappen Route d’Occitanie
- drei Etappen Madza Tour
- drei Etappen Herald Sun Tour
- eine Etappe Grand Prix Midi Libre
- eine Etappe Paris-Nizza
- eine Etappe Étoile de Bessèges
- eine Etappe Tour de l’Avenir
- eine Etappe Tour Poitou-Charentes en Nouvelle-Aquitaine

## Monumente-des-Radsports-Platzierungen
| Monument                 | 1986 | 1987 | 1988 | 1989 | 1990 | 1991 | 1992 |
| ------------------------ | ---- | ---- | ---- | ---- | ---- | ---- | ---- |
| Mailand–Sanremo          | 77   | 79   | –    | 23   | 6    | 43   | 18   |
| Flandern-Rundfahrt       | –    | 40   | –    | 22   | 9    | 6    | 74   |
| Paris–Roubaix            | –    | 44   | 35   | 26   | 18   | 1    | 25   |
| Lüttich–Bastogne–Lüttich | 38   | 30   | 24   | 43   | 25   | 23   | 18   |
| Lombardei-Rundfahrt      | –    | –    | –    | 21   | 3    | 7    | –    |

## Grand-Tours-Platzierungen
| Grand Tour            | 1986 | 1987 | 1988 | 1989 | 1990 | 1991 | 1992 |
| --------------------- | ---- | ---- | ---- | ---- | ---- | ---- | ---- |
| Vuelta a EspañaVuelta | –    | –    | –    | –    | –    | 35   | –    |
| Giro d’ItaliaGiro     | –    | –    | –    | –    | 2    | –    | –    |
| Tour de FranceTour    | 17   | 32   | 23   | 6    | 21   | 4    | 5    |

## Bekannte ehemalige Fahrer
- Charly Mottet  (1989–1992)
- Thierry Claveyrolat  (1986–1991)
- Jean-Claude Colotti  (1986–1990)
- Éric Caritoux  (1989–1992)
- Pascal Lino  (1988–1992)
- Mauro Ribeiro  (1986–1992)
- Hartmut Bölts  (1988–1989)
- Marcel Wüst  (1988–1992)
- Marc Madiot  (1991)
- Ronan Pensec  (1992)
- Richard Virenque  (1991–1992)
- Patrice Esnault  (1987–1989)
- Bernard Vallet  (1986–1988)